# Résolution 1119 du Conseil de sécurité des Nations unies
Membres permanents
- Chine
- États-Unis
- France
- Royaume-Uni
- Russie

Membres non permanents
- Chili
- Corée du Sud
- Costa Rica
- Égypte
- Guinée-Bissau
- Japon
- Kenya
- Pologne
- Portugal
- Suède

Résolution no 1118 Résolution no 1120
La résolution 1119 du Conseil de sécurité des Nations unies, adoptée à l'unanimité le 14 juillet 1997, après avoir rappelé les résolutions précédentes sur la Croatie, notamment les résolutions 779 (1992), 981 (1995), 1025 (1995), 1038 (1996), 1066 (1996) et 1093 (1997) a autorisé la Mission d'observation des Nations unies à Prevlaka (MONUP) à continuer de surveiller la démilitarisation dans la région de la péninsule de Prevlaka en Croatie jusqu'au 15 janvier 1998. 
Le Conseil de sécurité s'est inquiété du fait que la Croatie et la république fédérale de Yougoslavie (Serbie et Monténégro) n'avaient pas réussi à adopter les suggestions pratiques proposées par les observateurs militaires des Nations unies en mai 1996 afin de réduire les tensions et d'améliorer la sûreté et la sécurité dans la région. en plus de résoudre le différend de Prevlaka.
Les parties ont été invitées à mettre pleinement en œuvre un accord sur la normalisation de leurs relations, à s'abstenir de toute violence, à garantir la liberté de mouvement des observateurs des Nations unies et à retirer les mines terrestres. Le secrétaire général Kofi Annan a été prié de faire rapport au Conseil sur la situation avant le 5 janvier 1998 concernant les progrès vers une solution pacifique du différend entre les deux pays. Enfin, la Force de stabilisation (IFOR, acronyme anglais pour Implementation Force), autorisée dans la résolution 1088 (1996), était tenue de coopérer avec la MONUP.

## Voir également
- Dislocation de la Yougoslavie
- Guerre de Croatie
- Guerres de Yougoslavie